# Cadeia Ratak

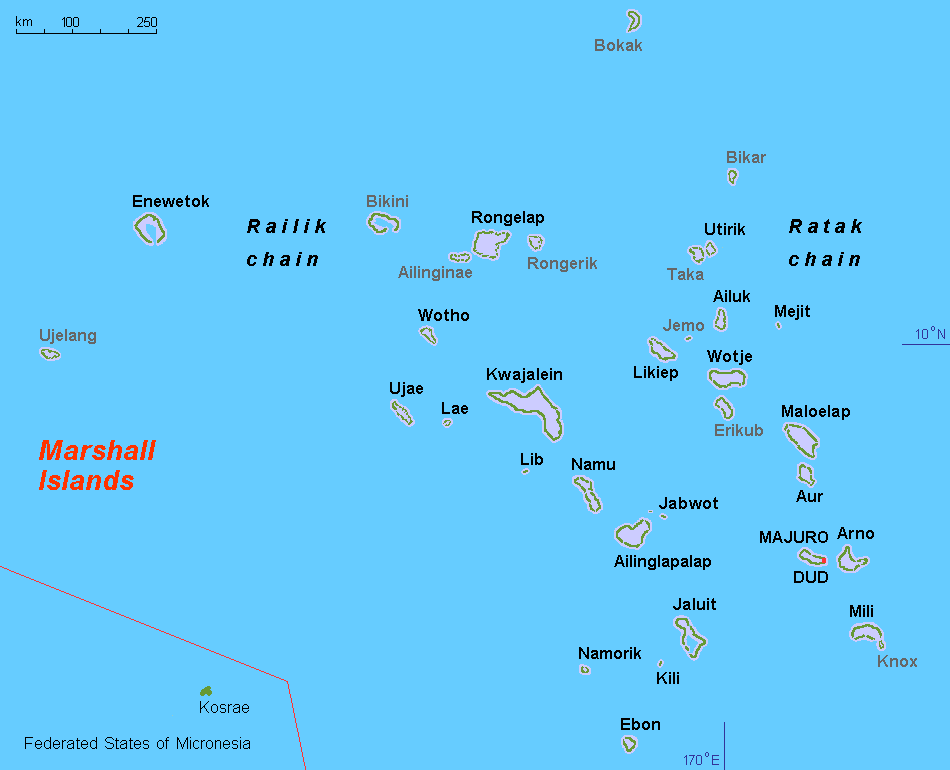
Mapa da Cadeia Ratak

Cadeia Ratak é uma cadeia de ilhas dentro na nação insular das Ilhas Marshall. Ratak significa "nascer-do-sol" na língua marshalesa. Em 1999, a estimativa populacional era de 30.925 habitantes.
Abaixo, a lista de atóis e ilhas isoladas pertencentes à cadeia:
- Atol Bokak
- Atol Bikar
- Atol Utirik
- Atol Taka
- Ilha Mejit
- Atol Ailuk
- Ilha Jemo
- Atol Likiep
- Atol Wotje
- Atol Erikub
- Atol Maloelap
- Atol Aur
- Atol Majuro
- Atol Arno
- Atol Mili
- Atol Knox